# Yet another
yet another（イェット・アナザー）とは、プログラマーの間で非公式であると自認するコンピュータプログラム、組織、イベントの名称における慣用的な修飾語句。
1970年後期に、当時既に大量のコンパイラコンパイラが流通していると感じたスティーヴン・カーティス・ジョンソンがコンパイラコンパイラにyacc (Yet Another Compiler-Compiler)と命名した際に命名規則を確立したとされている。

## 例
- Yabasic（英語版） – Yet another BASIC
- Yacc – Yet another コンパイラコンパイラ
- Yacas – Yet another コンピュータ代数システム
- YafaRay（英語版） – Yet another free レイトレーサー
- YAFFS – Yet Another Flash ファイルシステム
- Yahoo! – Yet another hierarchical, officious oracle[2]
- YAM（英語版） – Yet Another メーラ, an Eメールクライアント
- YAML – Yet Another マークアップ言語. 後に再帰命名を伴って YAML Ain't Markup Languageと再定義された。
- Yandex – Yet another indexer,[3] ウェブの検索エンジンと検索エンジンインデックス
- YAP（英語版） – Yet Another Previewer, document previewer
- YAP（英語版） – Yet Another Prolog, Prologの実装 プログラミング言語
- YAPC（英語版） – Yet Another Perl Conference
- YARV – Yet Another Ruby 仮想マシン
- YAWL – Yet Another Workflow Language, a business process modeling language for diagramming workflow patterns
- Yaws（英語版） – Yet another web server
- Yafc（英語版） – Yet another FTP client
- YaST – Yet another Setup Tool、openSUSEなどのオペレーティングシステムインストールおよび設定ウィザード